# Spirula spirula
Spirula spirula is een soort in de taxonomische indeling van de inktvissen, een klasse dieren die tot de stam der weekdieren (Mollusca) behoort. De inktvis komt uit het geslacht Spirula en behoort tot de familie Spirulidae. Spirula spirula werd in 1758 beschreven door Linnaeus als Nautilus spirula.

## Kenmerken
In hun lichaam zit een gewonden, gekamerde schelp, die als drijflichaam dienstdoet om het dier met de kop omlaag in het water te laten hangen. De binnenkant van de schelp is verdeeld in verschillende 'kamers'. Het dier heeft een lichtgevend orgaan op de rugkant van zijn lichaam.

## Leefwijze
Deze inktvis komt enkel in zout water voor en is in staat om van kleur te veranderen. Hij beweegt zich voort door water in zijn mantel te pompen en het er via de sifon weer krachtig uit te persen. 
De inktvis is een carnivoor en zijn voedsel bestaat voornamelijk uit vis, krabben, kreeften, weekdieren en planktondiertjes, die ze met de zuignappen op hun korte grijparmen vangen. 
Nadat ze overlijden stijgt de schelp soms naar de oppervlakte, zodat wind en stroming er vat op hebben, waardoor ze vaak op het strand belanden.

## Verspreiding en leefwijze
Deze soort komt voor in de tropische en subtropische zeeën van de Atlantische Oceaan op diepten van 200 tot 2000 meter.